# Ricardo Velázquez Bosco
Ricardo Velázquez Bosco (1843 – 1923) est un architecte et archéologue espagnol. Ses travaux les plus connus sont situés à Madrid, où il a créé des œuvres telles le Palais de cristal, le Palais de Velázquez et l'édifice du Ministère de l'Agriculture. Il a également dirigé des travaux à la Mosquée-cathédrale de Cordoue.

## Travaux
On compte parmi ses plus importantes contributions :
- 1881–1883 : Le pavillon de l'exposition minière nationale au Palais de Velázquez, travaux réalisés avec l'ingénieur Alberto de Palacio et le céramiste Daniel Zuloaga,
- 1884–1893 : École de génie minier de Madrid (en),
- 1887 : Exposition philippine de 1887 (en), au Palais de cristal, avec Alberto de Palacio et Daniel Zuloaga,
- 1893–1897 : Édifice du Ministère de l'Agriculture,
- 1898 : Édifice de l'Association nationale des sourdes et aveugles de Madrid, qui abrite désormais le Centro Superior de Estudios de la Defensa Nacional (es),
- 1917–1923 : Édifice du Ministère de l'Éducation.

Autres travaux :
- Reconstruction de la façade ouest de la Casón du buen retiro,
- Le Gamazo Palace (Madrid),
- L'édifice du Conseil minier (Madrid),
- 1905–1920 : L'école pour les aveugles et sourds de Saint-Jacques-de-Compostelle,
- Monument commémoratif du quatrième centenaire de la découverte des Amériques (Palos de la Frontera),
- 1882–1916 : Panthéon de la duchesse de Séville (en) (Guadalajara (Mexique)), avec Daniel Zuloaga.

## Galerie

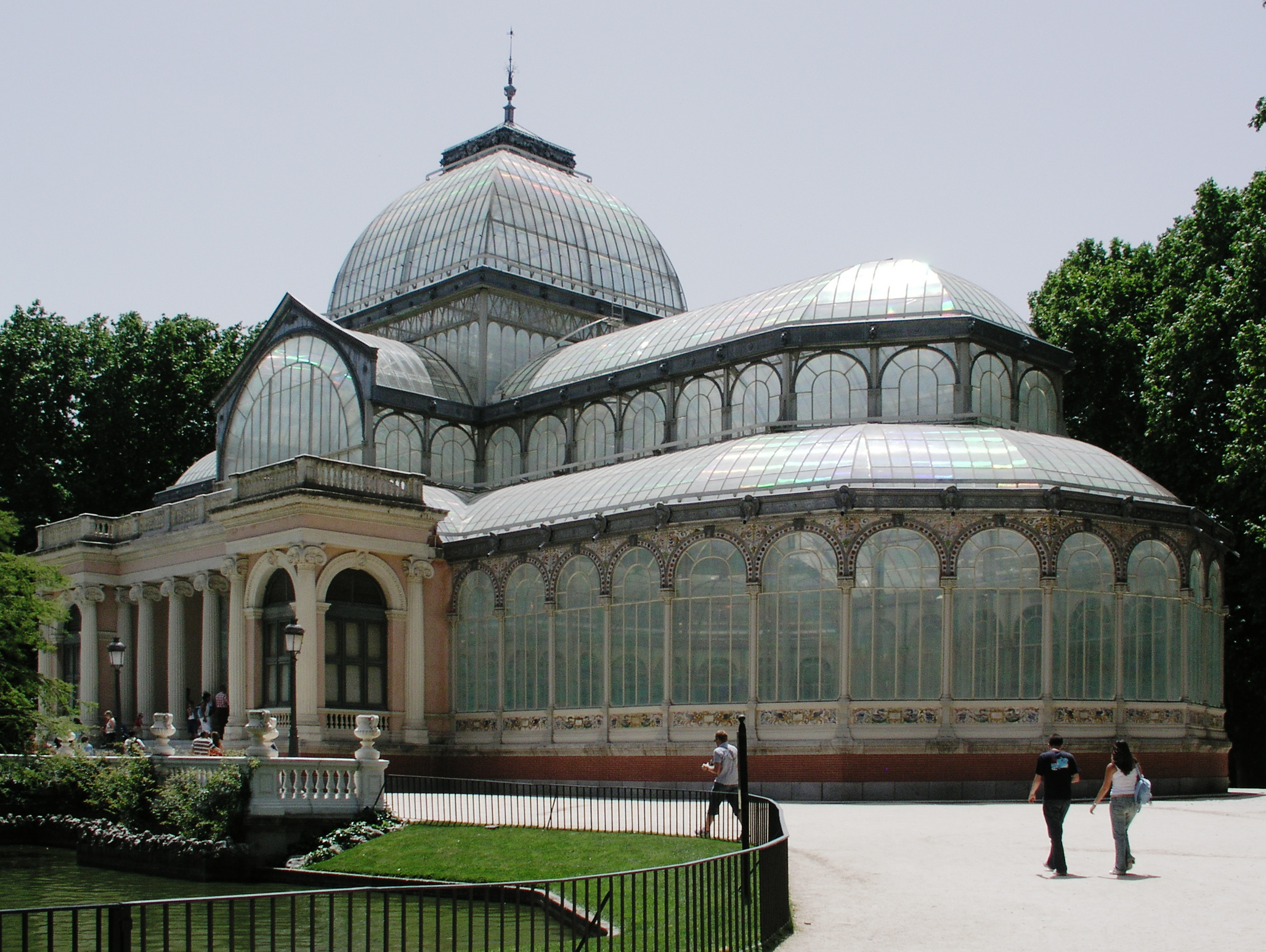
Palais de cristal.
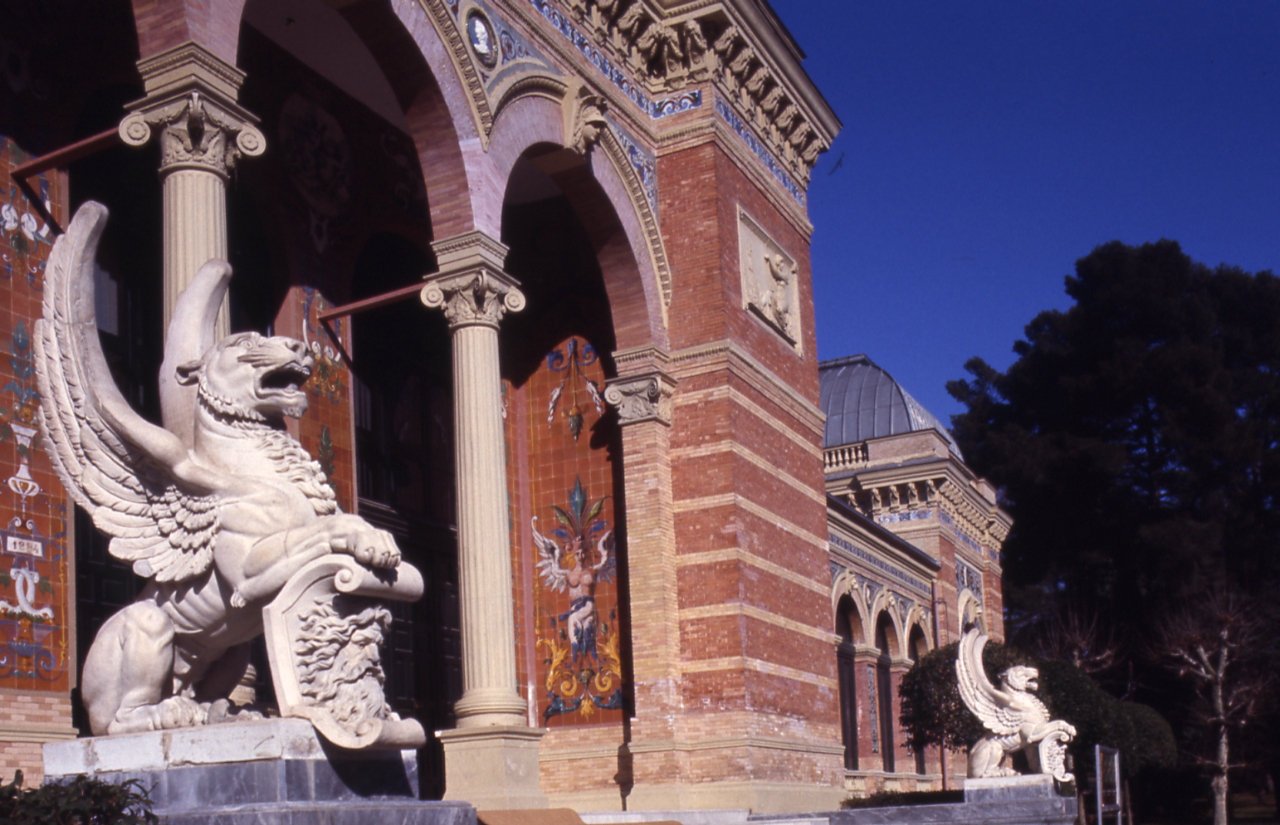
Palais de Velázquez.
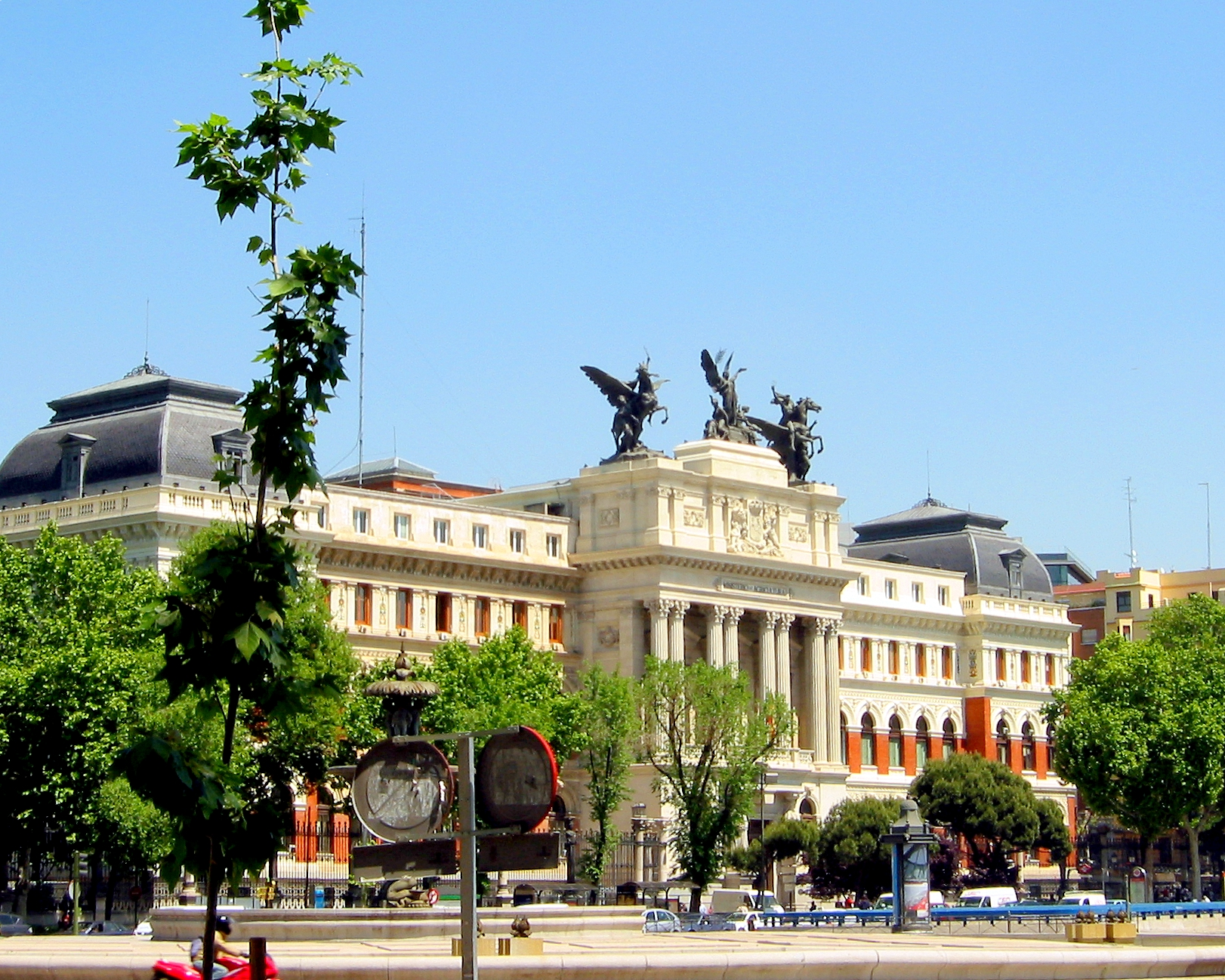
Édifice du Ministère de l'Agriculture.